# Сарыев, Акмамед
Акмамед Сарыев (1907, Закаспийская область — неизвестно) — советский государственный и политический деятель. Председатель Президиума Верховного Совета Туркменской ССР.

## Биография
Родился в 1907 году в селе Ата Закаспийской области. Член ВКП(б) с 1939 года.
С 1935 года — на общественной и политической работе. В 1935—1965 годы — старший агроном Кагановичского района, агроном-инспектор Хлопкового управления Народного комиссариата земледелия Туркменской ССР. 
Народный комиссар земледелия Туркменской ССР. Член ЦК КП(б) - КП Туркменистана. Заместитель председателя Совета Народных Комиссаров Туркменской ССР. Заместитель секретаря ЦК КП(б) Туркменской ССР по животноводству. 
Председатель Президиума Верховного Совета Туркменской ССР. 1-й заместитель министра сельского хозяйства Туркменской ССР. Начальник Главного управления лесного хозяйства, заповедников и охотничьего хозяйства при Совете Министров Туркменской ССР.
Избирался депутатом Верховного Совета СССР 1-го, 3-го, 4-го и 5-го созывов.